# Heinz Greiner
Heinz Greiner (12 de agosto de 1895 - 19 de novembro de 1977) foi um oficial alemão que serviu no Deutsches Heer durante a Segunda Guerra Mundial. Foi condecorado com a Cruz de Cavaleiro da Cruz de Ferro com Folhas de Carvalho.

## Condecorações
| Cruz de Ferro (1914) 2ª Classe                                   | 4 de dezembro de 1914  |
| Cruz de Ferro (1914) 1ª Classe                                   | 25 de novembro de 1918 |
| Distintivo de Feridos (1914) em Preto                            |                        |
| Cruz de Honra da Guerra Mundial 1914/1918                        |                        |
| Cruz de Ferro (1939) 2ª Classe                                   | 4 de outubro de 1939   |
| Cruz de Ferro (1939) 1ª Classe                                   | 20 de outubro de 1939  |
| Medalha da Frente Oriental                                       |                        |
| Cruz de Cavaleiro da Cruz de Ferro                               | 22 de setembro de 1941 |
| Cruz de Cavaleiro da Cruz de Ferro com Folhas de Carvalho nº 572 | 5 de setembro de 1944  |
| Condecoração por longo tempo de serviço na Wehrmacht 1ª Classe   |                        |
| Mencionado na Wehrmachtbericht                                   | 2 de junho de 1944     |